# ☭
☭ is een teken uit de Unicode-karakterset dat de
gekruiste hamer en sikkel voorstelt. Dit teken is in 1993 geïntroduceerd met de Unicode 1.1-standaard.

## Betekenis

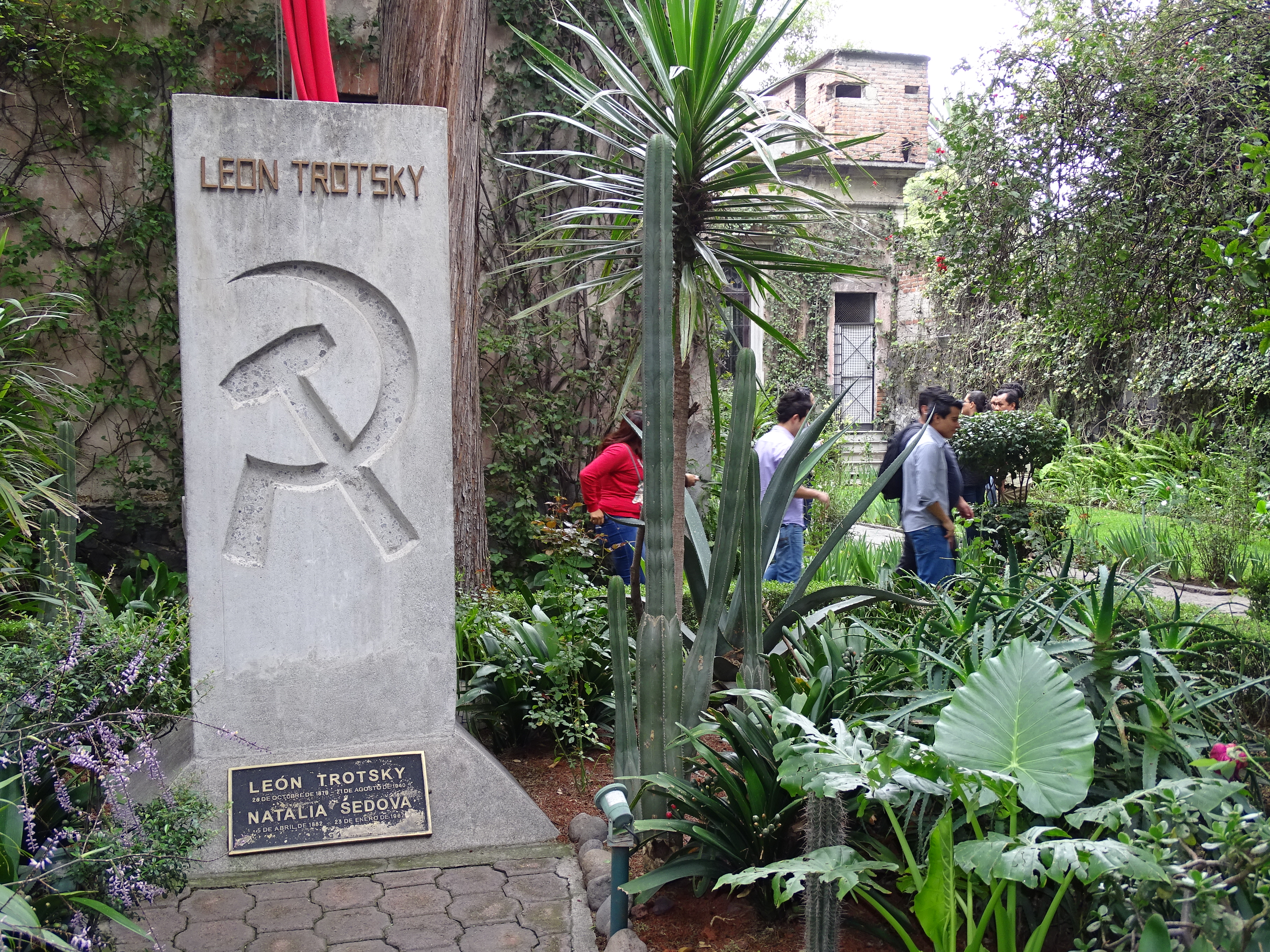
Het gedenkdeken voor Leon Trotski in de tuin van het aan hem gewijde museum in Mexico City

De ☭ staat voor de gekruiste hamer en sikkel en is het bekendste symbool van het communisme. Het symboliseert de eenheid van arbeiders (de hamer) en boeren (de sikkel) in de strijd tegen het kapitalisme en grootgrondbezit. Dit teken is in 1993, twee jaar na de val van de Sovjet-Unie, meegekomen met de eerste versie van Unicode. Het teken is in het algemeen géén emoji, de meeste platforms kunnen dit teken niet grafisch weergeven en zullen het dus in zwart-wit afbeelden. Het Unicode consortium stelt dat een grafische weergave niet Recommended for General Interchange (RGI) is, dus dat grafische ondersteuning niet verwacht is. Samsung is de enige uitzondering, op dat platform bestaat een grafische weergave als icoon.

## Codering

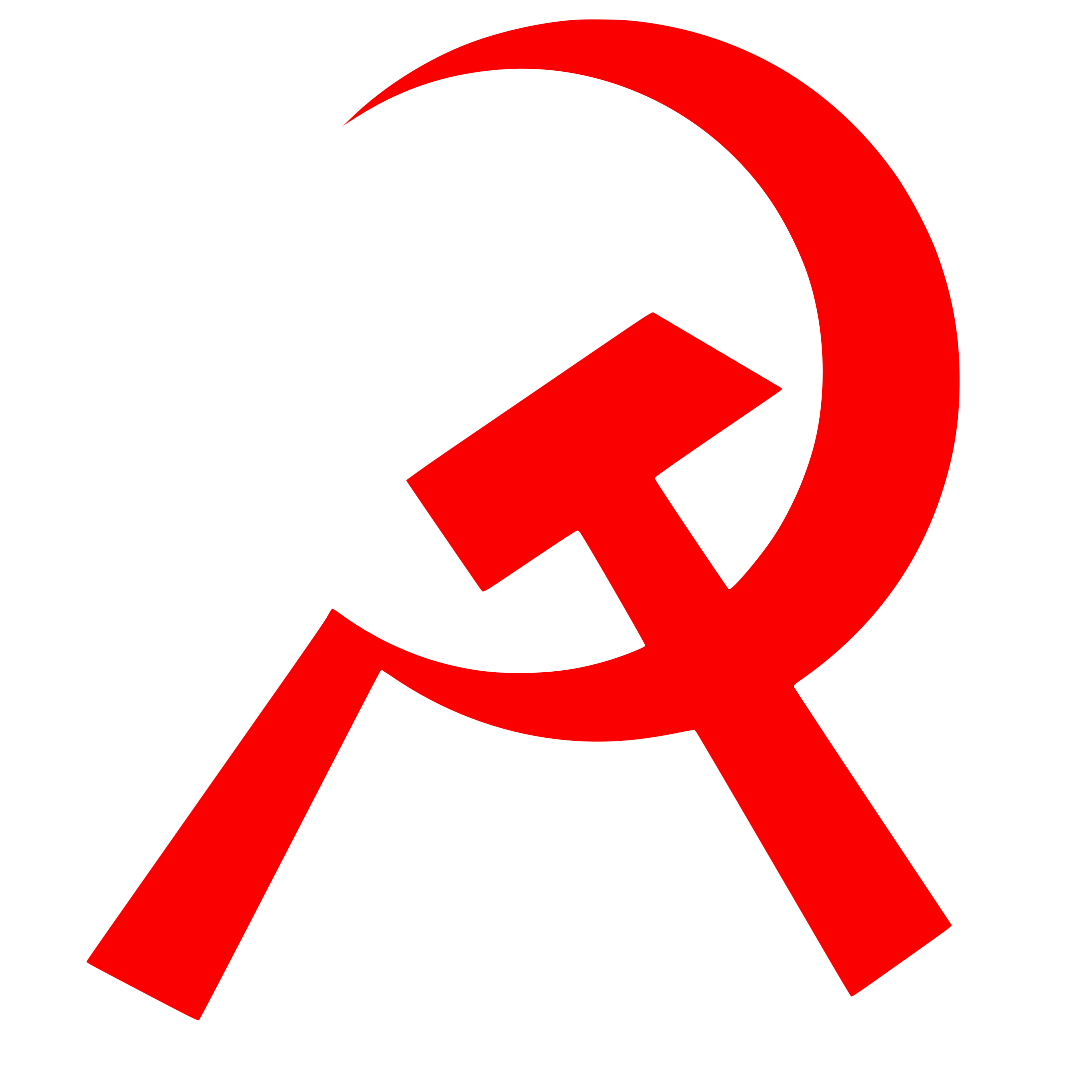
U+262D in het rood

### Unicode
In Unicode vindt men de ☭ onder de code U+262D  (hex).

### HTML
In HTML kan men in hex de volgende code gebruiken: &#x262D;.

### Shortcode
In software die shortcode ondersteunt zoals Slack en GitHub kan het karakter worden opgeroepen met de code :communist_hammer_sickle:.

### Unicode-annotatie
Unicode heeft geen specifieke annotatie voor toepassingen in het Nederlands.